# Sistema internacional (relaciones internacionales)
A veces también llamado sistema interestatal o sistema intergubernamental, o incluso sociedad internacional) es utilizada en el marco de la teoría de las relaciones internacionales, así como en geopolítica y en derecho internacional, con el fin de principalmente designar las relaciones de los Estados, entre sí y con otros organismos también sujetos del derecho internacional. O sea y en definitiva, este concepto designa al ambiente o entramado constituido por los Estados y por diversas instituciones internacionales tales como la ONU, la OCDE, el BID, etc. El término es de uso corriente en la enseñanza y la práctica de las relaciones internacionales, generalmente utilizado con una significación amplia. Tras esta expresión, subyace la idea de que existe una jerarquización entre los diferentes actores, basadas en las capacidades políticas, diplomáticas, militares, y económicas, de cada cual. Con alguna frecuencia, el término hace simplemente referencia a los "Gobiernos del mundo" o los "Estados del mundo".
El sistema internacional es un concepto clave de las relaciones internacionales, reconociendo que las relaciones entre los estados no deberían estar inspiradas por simpatías o por cuestiones coyunturales o momentáneas, o por el simple dominio del más fuerte y con mayor poder, sino que deberían ser orientadas por elementos estructurales y formales, y por prácticas arraigadas, como las ofrecidas por: las leyes internacionales y los ámbitos de discusión de los organismos internacionales; las alianzas, los acuerdos internacionales, los convenios, las asociaciones o agrupaciones, etc. Esta aproximación teórica a la cuestión, permite avizorar y/o formular un cuadro o marco concreto del desarrollo de las relaciones internacionales, en donde además de los procedimientos y de las normativas y de las cortes internacionales de justicia, inevitablemente también deberá tenerse en cuenta el peso o la importancia de cada uno de los actores, ya sea que se consideren exclusivamente las cuestiones económicas, o los asuntos político-militares, o las realidades demográficas, o todos los elementos diferenciadores en su conjunto. La ausencia de un sistema internacional o su muy escaso desarrollo, seguramente daría paso a la "anarquía internacional", que resultaría muy inconveniente sobre todo para los actores con más debilidades.
Como ejemplos representativos, podrían citarse el "Sistema europeo del siglo XIX", que orientaba las relaciones en una forma multipolar, así como también el modelo bipolar imperante en buena parte del siglo XX, caracterizado por la rivalidad entre Estados Unidos y la URSS. El mundo actual tiende a organizarse con una estructura multipolar, dado el importante desarrollo de China y de India, así como la consolidación progresiva de la Unión Europea.
Y como no podía ser de otra manera, existen marcadas diferencias de enfoque sobre este concepto, según lo apliquen los teóricos, los politólogos, los geógrafos, los economistas, o los juristas.
Por una facilidad de exposición y de comprensión, la historia frecuentemente es dividida en períodos, según el sistema internacional en vigor: se habla así del sistema de Westfalia después de la Guerra de los Treinta Años, de sistema bipolar en oportunidad de la guerra fría, de sistema unipolar luego del desmembramiento de la URSS y de la caída del socialismo europeo, y de sistema multipolar con posterioridad y hasta nuestros días, abarcando por el momento los primeros años del siglo XXI.

## Concepción clásica del sistema internacional

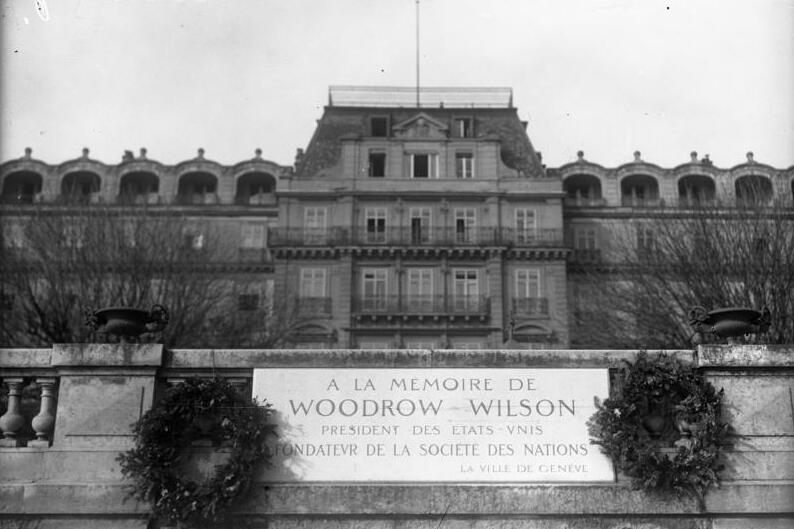
El Palacio Wilson de Ginebra en 1928, primera sede de la Sociedad de Naciones. La SDN básicamente funcionó durante el llamado período de entreguerras, pero luego declinó debido al ascenso del fascismo y del militarismo, siendo finalmente sustituida por las Naciones Unidas.

El politólogo francés Raymond Aron (1962) así definía el sistema internacional:

J'appelle système international l'ensemble constitué par des unités politiques qui entretiennent les unes avec les autres des relations régulières et qui sont susceptibles d'être impliquées dans une guerre générale.
Traducción al español: Llamo sistema internacional al conjunto constituido por unidades políticas que tienen unas con otras relaciones regulares, y que eventualmente son susceptibles de ser implicadas en una guerra general.

El politólogo citado consideraba así a los estados, y en particular a los estados-nación, como la unidad de base de este sistema, fundamentalmente caracterizado por la diplomacia (« relaciones regulares y formalizadas ») y las guerras. Este enfoque se inspira en la obra clásica de Carl von Clausewitz titulada Vom Kriege, en donde se establece que « la guerra es la política continuada por otros medios ». Esta teoría, de inspiración realista, es apoyada y compartida por numerosos teóricos y analistas de las relaciones internacionales.
Robert Keohane, representante del institucionalismo neoliberal, y que pone el acento en el rol de las instituciones internacionales en la determinación del comportamiento de los estados, afirma:

La théorie institutionnaliste suppose que les États sont les principaux acteurs de la scène internationale et qu’ils agissent en fonction de leurs intérêts.
La teoría institucionalista supone que los estados son los principales actores de la escena internacional, y que los mismos accionan en función de sus intereses.